# Bujić
Bujić (izvirno srbsko Бујић) je naselje v Srbiji, ki upravno spada pod Občino Preševo; slednja pa je del Pčinjskega upravnega okraja.

## Demografija
V naselju, katerega izvirno (srbsko-cirilično) ime je Бујић, živi 51 polnoletnih prebivalcev, pri čemer je njihova povprečna starost 24,8 let (23,4 pri moških in 26,5 pri ženskah). Naselje ima 17 gospodinjstev, pri čemer je povprečno število članov na gospodinjstvo 5,24.
Prebivalstvo je večinoma albansko, a v času zadnjih 3 popisov je opazen porast števila prebivalcev.
|  |

| Demografija | Demografija     | Demografija     |
| Leto        | Št. prebivalcev | Št. prebivalcev |
| ----------- | --------------- | --------------- |
|             |                 |                 |
|             |                 |                 |
|             |                 |                 |
|             |                 |                 |
| 1948        | 157             |                 |
| 1953        | 169             |                 |
| 1961        | 118             |                 |
| 1971        | 131             |                 |
| 1981        | 120             |                 |
| 1991        | 164             | 162             |
| 2002        | 120             | 89              |
|             |                 |                 |

| Etnična sestava po popisu iz leta 2002 | Etnična sestava po popisu iz leta 2002 | Etnična sestava po popisu iz leta 2002 | Etnična sestava po popisu iz leta 2002 | Etnična sestava po popisu iz leta 2002 |
| -------------------------------------- | -------------------------------------- | -------------------------------------- | -------------------------------------- | -------------------------------------- |
| Albanci                                | Albanci                                |                                        | 88                                     | 98,87%                                 |
| Neznano                                | Neznano                                |                                        | 0                                      | 0,0%                                   |